# Eryx
Eryx je francosko protioklepno raketno orožje z vodljivim izstrelkom za boj na manjših razdaljah. 

## Zgodovina
Eryx je bil prvič izdelan leta 1989 v francoski tovarni Aerospatiale. Nastal je kot skupna rešitev Kanade in Francije, ki sta iskali ustrezno orožje za protioklepni boj na manjših razdaljah (od 50 do 600 metrov) in urbanem okolju, pri čemer se nista zadovoljili z navadnimi nevodljivimi minometalci. V službo je bil uveden leta 1994. Leta 1999 je bil podpisan sporazum med Francijo in Turčijo o desetletnem licenčnem proizvajanju sistema za potrebe turške vojske, a je Turčija leta 2004 sporazum enostransko preklicala.  

## Zasnova
Sistem je zasnovan na enaki tehnologiji kot večina polavtomatsko vodenih raketnih sistemov. Vojak vodi raketo s tem, da drži cilj v križcu namerilnega sistema, signal pa potuje po žici, ki se odvija za raketo do nje in jo usmerja. Oddajnik na repu rakete pa poskrbi za signal med namerilno napravo in raketo. Sistem je namenjen urbanemu bojevanju, kar je razvidno iz sistema izstreljevanja raket, ki je »mehko«. To pomeni, da se raketni motor vžge šele po tem, ko raketa zapusti cev lanserja.

## Različice
- Eryx (osnovna različica)
- EVIGS (trenažer)
- EPGS (posodobljen trenažer)

### Lanserji
Lanserji raket so lahki in majhni, tako da se rakete lahko izstreljujejo z rame ali z majhnega prenosnega podstavka.

### Rakete
Sistem uporablja eno vrsto rakete in sicer 137 mm raketo z dvojno kumulativno visoko eksplozivno bojno glavo, ki lahko prebije oklep do debeline 900 mm in je uporabna tudi za boj proti vozilom z reakcijskim oklepom.

## Uporabniki
- Francija,
- Kanada,
- Malezija,
- Norveška,
- Brazilija,
- Turčija (med letoma 1999 in 2004)